# 아마존 여성주의
아마존 여성주의(Amazon feminism)는 여성의 신체적 능력을 강화시킴으로써 성평등의 목적을 이룩한다는 여성주의 사조이다. 아마존 여성주의자들은 허구 작품에서 묘사되는 여성 주인공의 활약과, 여성 운동선수 및 무술가 등의 업적을 상찬한다.